# 丹·帕克斯
丹·帕克斯（英語：Dan Parks；1978年5月26日—）是一位已經退役的蘇格蘭橄欖球運動員。他是蘇格蘭國家橄欖球隊的一員，代表蘇格蘭參加了2011年世界盃橄欖球賽。